# Človek slon (film)
Človek slon (angleško The Elephant Man) je britanski-ameriški zgodovinsko-dramski film iz leta 1980 o Josephu Merricku, močno deformiranem Londončanu v poznem 19. stoletju. Režiral ga je David Lynch, v glavnih vlogah pa nastopajo John Hurt, Anthony Hopkins, Anne Bancroft, John Gielgud, Wendy Hiller, Michael Elphick, Hannah Gordon in Freddie Jones. Producirala sta ga Jonathan Sanger in Mel Brooks, slednjega namenoma niso navedli, ker so se bali, da bi gledalci v tem primeru pričakovali komedijo. Scenarij so priredili Lynch, Christopher De Vore in Eric Bergren ter temelji na delih The Elephant Man and Other Reminiscences Fredericka Trevesa iz leta 1923 in The Elephant Man: A Study in Human Dignity Ashleya Montaguja iz leta 1971. Posnet je v črno-beli tehniki, masko je urejal Christopher Tucker.
Premierno je bil predvajan 3. oktobra 1980 v New Yorku in teden dni kasneje drugod po ZDA. Izkazal se je za finančno uspešnega in naletel na dobre ocene kritikov. Na 53. podelitvi je bil nominiran za oskarja v osmih kategorijah, tudi za najboljši film, režijo, prirejeni scenarij in igralca (Hurt). Nominiran je bil tudi za štiri zlate globuse in sedem nagrad BAFTA, od katerih je bil nagrajen za najboljši film, igralca (Hurt) in scenografijo.

## Vloge
- John Hurt kot John Merrick
- Anthony Hopkins kot Frederick Treves
- Anne Bancroft kot Madge Kendal
- John Gielgud kot Francis Carr-Gomm
- Wendy Hiller kot ga. Mothershead
- Freddie Jones kot g. Bytes
- Dexter Fletcher kot Bytesov fant
- Michael Elphick kot Jim
- Hannah Gordon kot Ann Treves
- Helen Ryan kot Aleksandra, valižanska princesa
- John Standing kot Fox
- Lesley Dunlop kot Nora
- Phoebe Nicholls (slika)/Lydia Lisle (glas) kot Mary Jane Merrick
- Morgan Sheppard kot moški v baru
- Kenny Baker kot pritlikavec
- Pat Gorman kot Bobby